# 10569 Kinoshitamasao
10569 Kinoshitamasao este un asteroid din centura principală de asteroizi.

## Descriere
10569 Kinoshitamasao este un asteroid din centura principală de asteroizi. A fost descoperit pe 8 aprilie 1994 la Kitami de Kin Endate și Kazuro Watanabe. Asteroidul prezintă o orbită caracterizată de o semiaxă mare de 2,91 ua, o excentricitate de 0,09 și o înclinație de 13,5° în raport cu ecliptica.